# Tzajalucum (norra Chilón kommun)
Tzajalucum är en ort i Mexiko.   Den ligger i kommunen Chilón och delstaten Chiapas, i den sydöstra delen av landet, 800 km öster om huvudstaden Mexico City. Tzajalucum ligger 685 meter över havet och antalet invånare är 185.
Terrängen runt Tzajalucum är huvudsakligen kuperad, men västerut är den bergig. Runt Tzajalucum är det ganska tätbefolkat, med 54 invånare per kvadratkilometer. Närmaste större samhälle är Yajalón, 18,8 km väster om Tzajalucum. I omgivningarna runt Tzajalucum växer i huvudsak städsegrön lövskog.